# Драхенлох
Дра́хенлох (нем. Drachenloch) — пещера в восточной части Швейцарских Альп, к югу от Боденского озера (Швейцария). Расположена на высоте 2427 метров над уровнем моря в Драхенберге, выше деревни Феттис, в долине Тамина, кантон Санкт-Галлен.
В этой пещере 7 июля 1917 года учитель Теофил Нигг из Феттиса со своим 9-летним сыном Тони обнаружили кости, которые затем доставили в долину. В тот же день эти находки были отправлены в Санкт-Галлен доктору Эмилю Бехлеру, который установил, что кости принадлежат пещерному медведю. Бехлер провёл научное исследование этой пещеры в 1917—1923 гг. и опубликовал его результаты. Находки выставлены в местном музее кантона Санкт-Галлен.
Во время последующего осмотра и изучения костного материала в Санкт-Галлене исследователь культа медведя Бродар обнаружил костную флейту. Она была выполнена из нижней челюсти пещерного медведя. С помощью этого костного инструмента можно экспериментально создать простую двухтональную последовательность.
Во время раскопок в пещере были обнаружены два костровища, а также закрытый каменный «ящик» с древесным углем, радиоуглеродный анализ которого показал в 1958 году возраст более 53 000 л. н. и более 49 000 л. н., в 1984 году — 5730 ± 35 лет до настоящего времени (неолит).